# Adalbert Tobiaschu

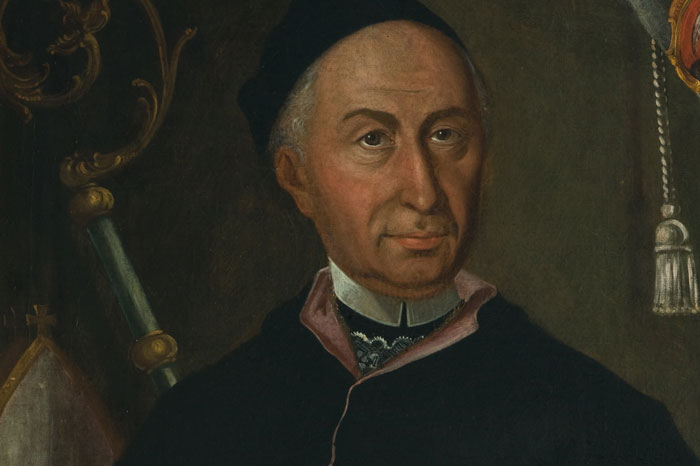
Abt Adalbert Tobiaschu

Adalbert Tobiaschu OSB, Taufname: Franz Xaver (* 19. August 1694 in Hengersberg; † 22. September 1771 in Metten), war ein deutscher Benediktiner und Abt des Benediktinerklosters Metten in Niederbayern.

## Biografie
Franz Xaver Tobiaschu trat 1715 in das Kloster Metten ein und erhielt hier bei der Profess 1716 den Ordensnamen Adalbert. 1718 empfing er die Priesterweihe. Ab 1721 wirkte er als Provisor in Rettenbach, das vom Kloster Metten seelsorgerlich betreut wurde, ab 1729 als Küchenmeister im Kloster, ab 1734 als Vikar in der Klosterpfarrei Neuhausen und ab 1745 in der Klosterpfarrei Michaelsbuch. Nach dem Tod von Abt Columban Gigl wurde er 1752 als dessen Nachfolger zum neuen Abt des Klosters Metten gewählt.
Unter Abt Adalbert Tobiaschu wurde endlich die Ausstattung des Großen Saales im neuen Osttrakt des großen Klosterhofes abgeschlossen, dessen Fertigstellung der Österreichische Erbfolgekrieg verzögert hatte. Die beteiligten Künstler waren der Regensburger Maler Martin Speer und der Straubinger Bildhauer und Stuckateur Mathias Obermayr. Außerdem ließ der Abt durch den Klosterbaumeister Albert Schöttl das Sommerhaus mit der Pauluskapelle auf dem nahen Himmelberg errichten (Schloss Himmelberg). Hinter dem neuen Festsaalbau ließ er den ummauerten Saalgarten anlegen. Die vom Kloster betreute Wallfahrtskirche zum Heiligen Kreuz in Loh wurde unter Abt Adalbert im Stil des Rokoko prunkvoll neu ausgestattet. Dafür verpflichtete der Abt die Münchner Hofkünstler Christian Wink (Fresken und Altarbilder) und Franz Xaver Feuchtmayer (Stuckaturen und Altäre). Zum Schmuck der Mettener Klosterkirche beschaffte er nach dem Usus der Zeit aus den Katakomben in Rom die Heiligen Leiber der Märtyrer Felician und Fortunat. Obwohl diese und weitere Maßnahmen, die den äußeren Glanz und das Ansehen des Klosters heben sollten, mit erheblichen finanziellen Aufwendungen verbunden waren, verbesserten sich unter Abt Adalbert Tobiaschu die wirtschaftlichen Verhältnisse des Klosters.
Im Jahr 1770 legte Abt Adalbert Tobiaschu, der bereits 1763 einen Schlaganfall erlitten hatte, sein Amt nieder. Nur ein Jahr später verstarb er im Kloster Metten.